# صيرفي ميغا مول
صيرفي ميغا مول هو مركز تسوق عند تقاطع شارع التحلية وشارع الستين في مدينة جدة السعودية. افتتح في 15 مايو 2005 يشمل 200 متجر وتبلغ مساحته 100 ألف متر مربع.